# Roe kiện Wade
Roe kiện Wade (tiếng Anh: Roe v. Wade) là một quyết định năm 1973 mang tính bước ngoặt của Tòa án Tối cao Hoa Kỳ, trong đó Tòa án phán quyết rằng Hiến pháp Hoa Kỳ bảo vệ quyền tự do của một phụ nữ mang thai được chọn phá thai mà không bị chính phủ hạn chế quá đáng. Nó đánh sập nhiều luật phá thai của tiểu bang và liên bang Hoa Kỳ, và thúc đẩy một cuộc tranh luận quốc gia vẫn còn diễn ra ở Hoa Kỳ về việc phá thai ở mức độ nào thì hợp pháp, ai nên quyết định tính hợp pháp của việc phá thai, những phương pháp nào tòa án tối cao nên sử dụng trong xét xử hiến pháp, và vai trò của quan điểm tôn giáo và đạo đức trong lĩnh vực chính trị. Vụ Roe kiện Wade định hình lại chính trị Hoa Kỳ, phân chia phần lớn nước Mỹ thành các phong trào quyền phá thai và chống phá thai, đồng thời kích hoạt các phong trào cơ sở của cả hai bên.
Quyết định liên quan đến trường hợp của một người phụ nữ tên Norma McCorvey — được biết đến trong vụ kiện của bà dưới biệt danh "Jane Roe" — người vào năm 1969 đã mang thai đứa con thứ ba và muốn phá thai. Nhưng McCorvey sống ở Texas, nơi phá thai là bất hợp pháp trừ khi cần thiết để cứu mạng người mẹ. Bà nhờ cậy luật sư Sarah Weddington và Linda Coffee, người đã đệ đơn kiện lên tòa án liên bang Hoa Kỳ chống lại công tố viên tại địa phương của bà, Henry Wade, cho rằng luật phá thai của Texas là vi hiến. Một hội đồng ba thẩm phán của Tòa án Quận Hoa Kỳ tại Quận Bắc Texas đã xét xử vụ án và phán quyết có lợi cho bà. Texas sau đó đã kháng cáo phán quyết này trực tiếp lên Tòa án Tối cao Hoa Kỳ.
Tháng 1 năm 1973, Tòa án Tối cao đã ban hành quyết định 7 - 2 phán quyết rằng, Điều khoản về thủ tục tố tụng Tu chính án thứ mười bốn của Hiến pháp Hoa Kỳ cung cấp "quyền riêng tư" bảo vệ quyền của người phụ nữ mang thai được lựa chọn phá thai hay không. Nhưng nó cũng phán quyết rằng quyền này là không tuyệt đối, và phải được cân bằng với lợi ích của chính phủ trong việc bảo vệ sức khỏe của phụ nữ và bảo vệ cuộc sống trước khi sinh.  Tòa án đã giải quyết bài toán cân bằng pháp lý này bằng cách ràng buộc quy định phá thai của tiểu bang vào ba tam cá nguyệt của thai kỳ: trong ba tháng đầu, chính phủ không thể cấm phá thai; trong tam cá nguyệt thứ hai, chính phủ có thể đòi hỏi các quy định y tế hợp lý; trong tam cá nguyệt thứ ba, việc phá thai có thể bị cấm hoàn toàn miễn là luật pháp có ngoại lệ đối với các trường hợp khi chúng cần thiết để cứu mạng sống hoặc sức khỏe của người mẹ. Tòa án phân loại quyền lựa chọn phá thai là "cơ bản", trong đó yêu cầu các tòa án đánh giá các luật phá thai bị thách thức theo tiêu chuẩn "kiểm tra nghiêm ngặt", mức độ xét xử tư pháp cao nhất ở Hoa Kỳ.
Vụ Roe đã bị chỉ trích bởi một số người trong cộng đồng pháp lý, và một số người đã gọi quyết định này là một hình thức của hoạt động tư pháp. Năm 1992, Tòa án Tối cao đã xem xét lại và sửa đổi các phán quyết pháp lý của mình tại án lệ này trong vụ Planned Parenthood kiện Casey. Trong trường hợp Casey, Tòa án tái khẳng định rằng quyền của người phụ nữ để lựa chọn phá thai được bảo vệ bởi hiến pháp, nhưng bỏ đi khuôn khổ ba tháng để theo tiêu chuẩn dựa trên khả năng tồn tại của thai nhi, và bãi bỏ yêu cầu quy định của chính phủ về phá thai phải tuân theo tiêu chuẩn kiểm tra nghiêm ngặt.
Ngày 24 tháng 6 năm 2022, phán quyết cuối cùng của Tối cao Pháp viện trong vụ Dobbs kiện Tổ chức Sức khỏe Phụ nữ Jackson đã lật ngược cả hai vụ Roe và Casey. Vụ Dobbs xác định rằng "Hiến pháp không hỗ trợ cho quyền phá thai" và "thẩm quyền quy định việc phá thai được trả lại cho người dân và những người đại diện được họ bầu ra."